# 李春熙 (明朝)
李春熙（1563年—1620年），字皞如，號泰階（太阶），福建邵武府建宁縣人，明朝政治人物。同進士出身。

## 生平
生于嘉靖癸亥正月乙未日。萬曆十九年（1591年）辛卯科福建鄉試舉人，二十六年（1598年），登戊戌科進士，都察院觀政，授南直隶太平府推官，三十二年降補徐州判官，三十四年升雲南府推官，同年调肇庆府，三十八年升刑部河南司主事，四十一年考察调簡，降補彰德府推官，四十三年升南京户部主事，四十五年再次降职。辞官归乡，三年后卒于家，年五十八。著有《玄居集》。

## 家族
父李迪，母余氏。
春熙四子，長子紹經，邑庠生，早卒；次紹綸、紹祖、嗣玄。孫公恕、公憲、公懋。